# آدم دوداش
آدم دوداش (بالمجرية: Dudás Ádám)‏ هو لاعب كرة قدم مجري في مركز الوسط، ولد في 12 فبراير 1989 في ازترغوم في المجر. شارك مع منتخب المجر تحت 21 سنة لكرة القدم. أما مع النوادي، فقد لعب مع سبارتاك موسكو وغيور تورنا أوزتالي ونادي باكسي.

## وصلات خارجية
- آدم دوداش على موقع الاتحاد الدولي (مؤرشف)  (الإنجليزية)
- آدم دوداش على موقع قاعدة بيانات كرة القدم.إي يو (الإنجليزية)
- آدم دوداش على موقع Soccerway.com (الإنجليزية)
- آدم دوداش على موقع عالم كرة القدم.نت (الإنجليزية)